# Stenostephanus pyramidalis
Stenostephanus pyramidalis là một loài thực vật có hoa trong họ Ô rô. Loài này được (Lindau) Wassh. miêu tả khoa học đầu tiên năm 1999.